# Brachyplatystoma filamentosum
Brachyplatystoma filamentosum är en fiskart som först beskrevs av Lichtenstein, 1819.  Brachyplatystoma filamentosum ingår i släktet Brachyplatystoma och familjen Pimelodidae. Inga underarter finns listade.